# Atlee Hammaker
Charlton Atlee Hammaker (né le 24 janvier 1958 à Carmel, Californie, États-Unis) est un lanceur gaucher de baseball qui joue en Ligues majeures entre 1981 et 1995. Il compte une sélection au match des étoiles.

## Carrière
Joueur à l'Université East Tennessee (en), Atlee Hammaker est un choix de première ronde des Royals de Kansas City en 1979. Il amorce sa carrière dans le baseball majeur avec Kansas City le 13 août 1981 mais est échangé aux Giants de San Francisco avec trois autres joueurs le 30 mars 1982 dans la transaction qui envoie aux Royals le lanceur Vida Blue. 
D'abord lanceur partant, puis principalement lanceur de relève à partir de 1988, Hammaker évolue pour les Giants de 1981 à 1990 mais ne joue pas en 1986. La saison 1983 est sa meilleure avec la meilleure moyenne de points mérités (2,25 en 172 manches et un tiers lancées) des majeures. Il présente aussi la meilleure WHIP (1,039) de la Ligue nationale, qu'il mène avec le moins de buts-sur-balles (1,7) alloués par tranche de neuf manches au monticule. Ceci lui permet de recevoir sa seule invitation en carrière au match des étoiles, mais sa performance est laborieuse : il accorde sept points mérités en seulement deux tiers de manche lancée dans la partie et est victime de ce qui est toujours en date de 2013 le seul grand chelem réussi dans une partie d'étoiles, celui de Fred Lynn. Hammaker lance en séries éliminatoires en 1987 pour les Giants et fait deux présences en Série mondiale 1989, perdue par San Francisco face aux A's d'Oakland. 
Libéré par les Giants en cours de saison 1990, il la termine chez les Padres de San Diego où il dispute un seul match en 1991. Il fait un bref retour dans les majeures en 1994 et 1995 chez les White Sox de Chicago.
Atlee Hammaker a disputé 249 parties dans le baseball majeur, dont 152 comme lanceur partant et 214 au total avec le club de San Francisco. Il compte 59 victoires, 67 défaites, 5 sauvetages, 18 matchs complets, 6 blanchissages et 615 retraits sur des prises. Sa moyenne de points mérités s'élève à 3,66 en 1078 manches et deux tiers lancées.

## Vie personnelle
Atlee Hammaker est né aux États-Unis d'une mère japonaise et d'un père américain. Sa fille Jenna est mariée au joueur brésilien de baseball Yan Gomes.